# Dreams and Nightmares
Dreams and Nightmares is het debuutalbum van de Amerikaanse rapper Meek Mill. Het album werd uitgebracht op 30 oktober 2012 door Maybach Music Group en Warner Bros. Records. Meek Mill werd op het album bijgestaan door gastoptredens van Nas, Rick Ross, Wale, Trey Songz, Drake, Big Sean, John Legend, Louie V. Gutta, 2 Chainz, Kirko Bangz, Sam Sneak en Mary J. Blige.